# Valor numérico
Valor numérico de una expresión algebraica o fórmula matemática es el número que se obtiene al quitar las letras o sustituir por números y realizar las operaciones indicadas.
Valor numérico es el valor obtenido al sustituir las variables por números y desarrollar las operaciones.